# مايك برادلي (عداء سريع)
مايك برادلي (بالإنجليزية: Mike Bradley)‏ هو عداء سريع أمريكي، ولد في 27 فبراير 1961.